# Rostrenen
Rostrenen är en kommun i departementet Côtes-d'Armor i regionen Bretagne i nordvästra Frankrike. Kommunen ligger i kantonen Rostrenen som tillhör arrondissementet Guingamp. År 2022 hade Rostrenen 3 282 invånare.

## Befolkningsutveckling
Antalet invånare i kommunen Rostrenen
Referens:INSEE